# Jonathon Welch
Jonathon Welch, AM (Melbourne (sobborgo Ripponlea), 5 ottobre 1958), è un tenore, pianista, direttore di coro ed insegnante australiano; come cantante, Welch è stato tenore per la Victoria State Opera, l'Opera Queensland e l'Opera Australia.
Nel 2006 Welch è stato invitato per la produzione televisiva di Fremantle, come maestro del coro noto come The Choir of Hard Knocks, che comprende cantanti senzatetto e svantaggiati di Melbourne. Il produttore televisivo era Jason Stephens e la serie di documentari in cinque parti è stata trasmessa in televisione a metà del 2007 dall'Australian Broadcasting Corporation.
Nel giugno 2009, in occasione del compleanno della regina (Queen's Birthday), Welch è stato nominato membro dell'Ordine dell'Australia con la citazione: "Per il servizio alle arti come interprete operistico e maestro di canto ed alla comunità come fondatore e direttore musicale del Choir of Hard Knocks". Il 1 aprile di quell'anno aveva pubblicato la sua autobiografia, Choir Man.

## Biografia
Welch è cresciuto nel sobborgo di Melbourne di Ripponlea, Victoria (Australia). Suo padre, Kenneth Welch, era un ingegnere nato a Sydney da genitori inglesi, Thomas Archibald ed Ella Thrale Welch. Sua madre, Olive Margaret Hando, era la figlia di Charles e Florence Amelia Hando, contadini di Charlton nella zona rurale di Victoria. Kenneth e Olive si sposarono nel 1948 e si stabilirono a Melbourne, dove Olive lavorava come segretaria legale. La sorella maggiore di Welch è Andrea (nata nel 1951 circa) e suo fratello maggiore è Glenn (nato nel 1953 circa). Hanno una sorella minore adottiva, Elizabeth. Welch ha frequentato la scuola elementare di Ripponlea. Il suo primo lavoro, a otto anni, è stato vendere giornali direttamente agli automobilisti. Olive e Andrea cantavano e suonavano il piano a casa, mentre Kenneth si divertiva ad ascoltare l'opera e Gilbert e Sullivan.
All'età di sette o otto anni Welch fece la sua prima esibizione pubblica, sulle scale della biblioteca della sua scuola, una versione autoadattata di Winnie the Pooh e fece pagare ai suoi compagni di scuola sei pence ciascuno. Nell'ottobre del 1966 inizia le lezioni di pianoforte con Valda Johnstone. Come voce bianca Welch cantava nella locale chiesa presbiteriana, St Margaret's. I suoi genitori si separarono nel 1969 e successivamente divorziarono: i quattro figli rimasero con Olive. Completò gli studi secondari alla Melbourne High School e iniziò un corso di insegnamento al Melbourne State College, divenuto poi una facoltà dell'Università di Melbourne.
Nel 1980 Welch lasciò il suo corso di insegnamento e divenne un membro del coro della Victoria State Opera come tenore, facendo il suo debutto professionale nel 1981. Olive morì di cancro ai polmoni quando aveva 23 anni. Si esibì nella prima produzione della Victorian State Opera di The Pirates of Penzance (1983). Seguirono quattro anni (dal 1984 al 1988) a Brisbane, dove diventò tenore principale per la Lyric Opera of Queensland mentre studiava anche al Queensland Conservatorium of Music. Nel 1988 Welch è entrato a far parte dell'Opera Australia come tenore e cantò insieme a Joan Sutherland alla Sydney Opera House. Nel 1994 aveva fondato Tenor Australis con il collega tenore Gerry Sword. Nel 1997 ha lavorato con il Sydney Gay and Lesbian Choir e alla fine dell'anno era il loro direttore musicale.
Alla fine del 1999 Welch si recò in Canada per una vacanza. Mentre si trovava lesse un articolo di una rivista sul Coro Maschile dei Senzatetto di Montreal. Nel 2001 Welch formò il Sydney Street Choir, per creare un coro di senzatetto per un progetto televisivo. Ha anche formato o guidato altri cori tra cui il Geelong Pop Choir e Pop Kidz, l'Australian Pop Choir ed il Melbourne Gay and Lesbian Chorus. Nel 2003 Welch spiegò le sue motivazioni:
("The Gift of Song", Compass (TV program), 25 dicembre 2003, ABC Television)
Nel 2006 Welch fu invitato da Jason Stephens come maestro e direttore del coro di Hard Knocks. Era finanziato dalla RecLink, un'organizzazione di beneficenza e assistenza senza scopo di lucro. Il processo di formazione del gruppo fu trasmesso in televisione dall'Australian Broadcasting Corporation a metà del 2007 come una serie di documentari in cinque parti. Nello stesso anno Welch pubblicò un album come solista, With a Song in My Heart su ABC Records.
Da giugno ad agosto 2008 Welch è stato giudice del concorso per talenti televisivi, Battle of the Choirs. Nel marzo 2009 litigò con la RecLink e The Choir of Hard Knocks fu sostituito dal Choir of Hope and Inspiration ad aprile. Quell'anno ha anche avviato un nuovo progetto comunitario, il THECHO!R. Welch ha sviluppato un altro coro, Voices from the Inside, per la serie TV del novembre 2009, Jail Birds, con le detenute della prigione di HM Tarrengower.
Nel novembre 2009 Welch creò la Settimana nazionale dell'inclusione sociale inaugurale "per connettere le persone, incoraggiare la partecipazione e formare comunità". La Settimana dell'Inclusione Sociale, che si tiene ogni anno sin dal suo inizio, si svolge nell'ultima settimana di novembre di ogni anno.
Welch è stato il direttore musicale del progetto KwaYa Uganda nel settembre 2012 e nell'aprile 2013.
Beyond Hard Knocks, un documentario "dove sono loro adesso" sul viaggio dei membri originali del Choir of Hard Knocks e del loro direttore fondatore, fu pubblicato nel settembre 2013 e trasmesso su GEM TV nel novembre 2014.
The inaugural Australian cruise of the performing arts on the Radiance of the Seas in November 2014 included Welch as well as, among others, Cheryl Barker, David Hobson, Colin Lane, Teddy Tahu Rhodes, Simon Tedeschi, Elaine Paige, and Marina Prior.

## Altre fondazioni
In aggiunta alle informazioni di cui sopra, Welch ha fondato:
- Melbourne Festival of Choirs tra il 2010 e il 2012. Dal 2013 questo diventò il Melbourne International Singers Festival. Questo festival si tiene ogni anno durante il weekend del compleanno della regina a giugno.
- Sing For a Cure, una serie di concerti per la raccolta di fondi contro il cancro lanciata nel 2011
- School of Hard Knocks, lanciato a settembre nel 2012 e ora noto come Upbeat Arts
- Only Women Aloud, formato nel settembre 2012
- Melbourne Eisteddfod, lanciato nel 2013
- Festival Internazionale dei Cantanti di Brisbane nel 2016
- A settembre 2018 il Play It Forward. Play It Forward offre una gamma unica di programmi, eventi e progetti artistici inclusivi su misura per tutti gli australiani.

## Fine carriera
Welch terminò come direttore artistico con il Choir of Hard Knocks nel dicembre 2018, dopo 13 anni nel ruolo. Danielle Matthews e Adam Przewlocki hanno assunto il ruolo di condirettori artistici del coro. Welch è ora patrono del coro.
Nel 2020 Welch ha partecipato al concorso di canto televisivo The Voice. Boy George lo ha scelto per la sua squadra nelle audizioni alla cieca in cui Welch cantò "This Is the Moment". Ha poi perso nella battaglia dove cantò "Stand by Me".

## Vita privata

### Relazioni e famiglia
Welch è un artista apertamente gay e ha guidato sia il Sydney Gay and Lesbian Choir che il Melbourne Gay and Lesbian Chorus. Alla fine di dicembre 2000 Welch ha incontrato il suo futuro compagno, Matt, un ingegnere elettrico di Orion, Illinois, sulla nave da crociera del Pacifico Regal Princess, dove Welch era in vacanza di lavoro con il Tenor Australis che forniva intrattenimento a bordo. A settembre 2007 la coppia viveva a Yarraville e stava insieme da sei anni e mezzo.

## Controversie
Il 28 aprile 2009 è stato riportato in The Age che Jonathon che Welch aveva deciso di staccarsi da Reclink, la stessa organizzazione che aveva creato il programma televisivo Choir of Hard Knocks. The Age ha riferito che la rottura è stata il risultato di "azioni legali, minacce, l'espulsione di un membro e la sospensione di altri quattro e di uno screzio pubblico tra Welch e RecLink". La portavoce dei quattro membri del coro sospesi, Tess Lawrence, ha dichiarato che la loro sospensione è stata "devastante" e che stava "cercando di consolarli". Il Sydney Morning Herald il 1 novembre 2012 ha affermato che "alcuni coristi, sconvolti da quella che consideravano un'ingiustizia, hanno chiesto una consulenza legale e si sono persino rivolti a Welch".
Nel settembre 2021 Paulien George delle Voices of Casey ha contestato la registrazione di Jonathon Welch del coro Voices of Casey presso l'ASIC presso l'Administrative Appeals Tribunal (AAT). Durante la prima udienza, il membro senior Anne O'Connell affermato che Play It Forward non è un ente di beneficenza registrato presso la Australian Charities and Not-For-Profit Commission (ACNC). Jonathon Welch in seguito si è scusato per "qualsiasi confusione sul fatto che la sua società di educazione musicale Play It Forward, che ha definito un ente di beneficenza, sia effettivamente un ente di beneficenza registrato".
Il 21 settembre 2021 il membro anziano Anne O'Connell ha tenuto un'audizione in assenza di Jonathon Welch chiedendogli di fornire osservazioni scritte dove spiegasse perché "non dovrebbe essere deferito al Commissario per i servizi legali e al procuratore generale per aver fatto minacce legali nel mezzo del procedimento giudiziario” contro Paulien George. Welch successivamente perse la causa l'8 ottobre 2021, con la professoressa Ann O'Connell, membro senior dell'AAT, che stabilì che "l'attività di educazione musicale Play It Forward di Welch non poteva più usare il nome del coro Voices of Casey". Jonathon Welch ha anche ritirato la sua domanda di marchio per 'Voices of Casey' dicendo che a causa della "dannosa attenzione dei media che il nome e il marchio Voices of Casey stavano ora ricevendo, stiamo scegliendo di concentrare la nostra energia dove dovrebbe essere, sui cantanti e ritirare la nostra domanda di marchio poiché la buona volontà che (il nome) aveva una volta era stata irrevocabilmente offuscata.

## Premi e riconoscimenti
Nel 1999 Welch ha vinto l'Australasian Choral Championships presso la città di Sydney Eisteddfod. Il South Sydney Council, nel 2002, gli ha conferito un premio per i servizi alla comunità. Nel 2007 ha vinto il John Campbell "Mo" Fellowship Award. Welch è stato il vincitore nel 2008 dell'Australian Local Hero Award, una parte dei premi Australian of the Year. Il premio è stato un riconoscimento per il suo lavoro con The Choir of Hard Knocks. Il National Australia Day Council ha dichiarato di aver "toccato il cuore della nazione quando ha dimostrato il potere del canto nel costruire e rinnovare vite promettenti che erano state rattristate e sconfitte dalle circostanze". Sempre nel 2008 Welch ha ricevuto un dottorato onorario dalla Griffith University.

## Onorificenze
Nel giugno 2009, in occasione del Compleanno della Regina, fu nominato Membro dell'Ordine dell'Australia con la citazione: "Per il servizio alle arti come interprete operistico ed insegnante di canto ed alla comunità come fondatore e direttore musicale del Choir of Hard Knocks".